# Orion (Pyrénées-Atlantiques)
Pour les articles homonymes, voir Orion.
Orion (en béarnais Orion ou Ourioun) est une commune française située dans le département des Pyrénées-Atlantiques, en région Nouvelle-Aquitaine.

## Géographie

### Localisation
La commune d'Orion se trouve dans le département des Pyrénées-Atlantiques, en région Nouvelle-Aquitaine.
Elle se situe à 59 km par la route de Pau, préfecture du département, à 37 km d'Oloron-Sainte-Marie, sous-préfecture, et à 13 km d'Orthez, bureau centralisateur du canton d'Orthez et Terres des Gaves et du Sel dont dépend la commune depuis 2015 pour les élections départementales. 
La commune fait en outre partie du bassin de vie de Salies-de-Béarn.
Les communes les plus proches sont : 
Orriule (1,6 km), L'Hôpital-d'Orion (2,5 km), Burgaronne (3,8 km), Andrein (4,2 km), Laàs (4,3 km), Barraute-Camu (4,4 km), Narp (5,5 km), Montfort (5,8 km).
Sur le plan historique et culturel, Orion fait partie de la province du Béarn, qui fut également un État et qui présente une unité historique et culturelle à laquelle s’oppose une diversité frappante de paysages au relief tourmenté.

### Communes limitrophes
Les communes limitrophes sont  Andrein, Burgaronne, L'Hôpital-d'Orion, Orriule, Ozenx-Montestrucq et Salies-de-Béarn.
| Salies-de-Béarn | L'Hôpital-d'Orion |                   |
| Burgaronne      | Orion             | Ozenx-Montestrucq |
| Andrein         |                   | Orriule           |

### Hydrographie

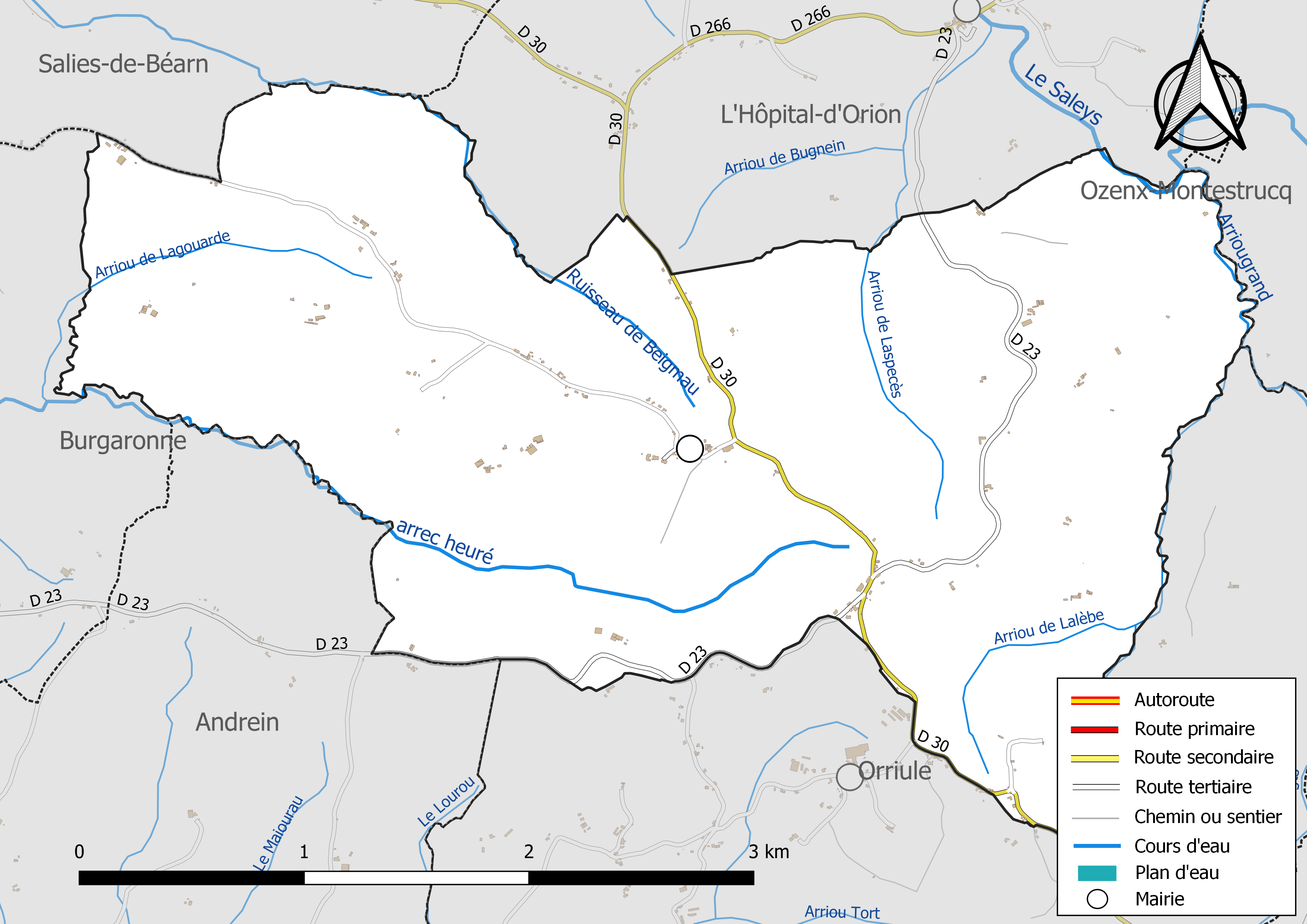
Réseaux hydrographique et routier d'Orion.

La commune est drainée par le Saleys, l’Arrec Héuré, l’Arriougrand, le ruisseau de Beigmau, l’Arriou de Lagouarde, l’Arriou de Lalèbe, l’Arriou de Laspecès, et par divers petits cours d'eau, constituant un réseau hydrographique de 12 km de longueur totale,.
Le Saleys, d'une longueur totale de 48,7 km, prend sa source dans la commune d'Ogenne-Camptort et s'écoule du sud-est vers le nord-ouest. Il traverse la commune et se jette dans le gave d'Oloron à Carresse-Cassaber, après avoir traversé 13 communes.

### Climat
Pour des articles plus généraux, voir Climat de la Nouvelle-Aquitaine et Climat des Pyrénées-Atlantiques.
Historiquement, la commune est exposée à un micro climat océanique basque.  
En 2020, Météo-France publie une typologie des climats de la France métropolitaine dans laquelle la commune est exposée à un climat de montagne et est dans la région climatique Pyrénées atlantiques, caractérisée par une pluviométrie élevée (>1 200 mm/an) en toutes saisons, des hivers très doux (7,5 °C en plaine) et des vents faibles.
Pour la période 1971-2000, la température annuelle moyenne est de 13,2 °C, avec une amplitude thermique annuelle de 13,7 °C. Le cumul annuel moyen de précipitations est de 1 166 mm, avec 12,1 jours de précipitations en janvier et 8,1 jours en juillet. Pour la période 1991-2020, la température moyenne annuelle observée sur la station météorologique la plus proche, située sur la commune de Saint-Gladie-Arrive-Munein à 7 km à vol d'oiseau, est de 14,3 °C et le cumul annuel moyen de précipitations est de 1 323,1 mm,. Pour l'avenir, les paramètres climatiques de la commune estimés pour 2050 selon différents scénarios d’émission de gaz à effet de serre sont consultables sur un site dédié publié par Météo-France en novembre 2022.

### Milieux naturels et biodiversité

#### Réseau Natura 2000
Le réseau Natura 2000 est un réseau écologique européen de sites naturels d'intérêt écologique élaboré à partir des Directives « Habitats » et « Oiseaux », constitué de zones spéciales de conservation (ZSC) et de zones de protection spéciale (ZPS).
Un site Natura 2000 a été défini sur la commune au titre de la « directive Habitats » : « le gave d'Oloron (cours d'eau) et marais de Labastide-Villefranche », d'une superficie de 2 547 ha, une rivière à saumon et écrevisse à pattes blanches,.

## Urbanisme

### Typologie
Au 1er janvier 2024, Orion est catégorisée commune rurale à habitat très dispersé, selon la nouvelle grille communale de densité à sept niveaux définie par l'Insee en 2022.
Elle est située hors unité urbaine et hors attraction des villes,.

### Occupation des sols

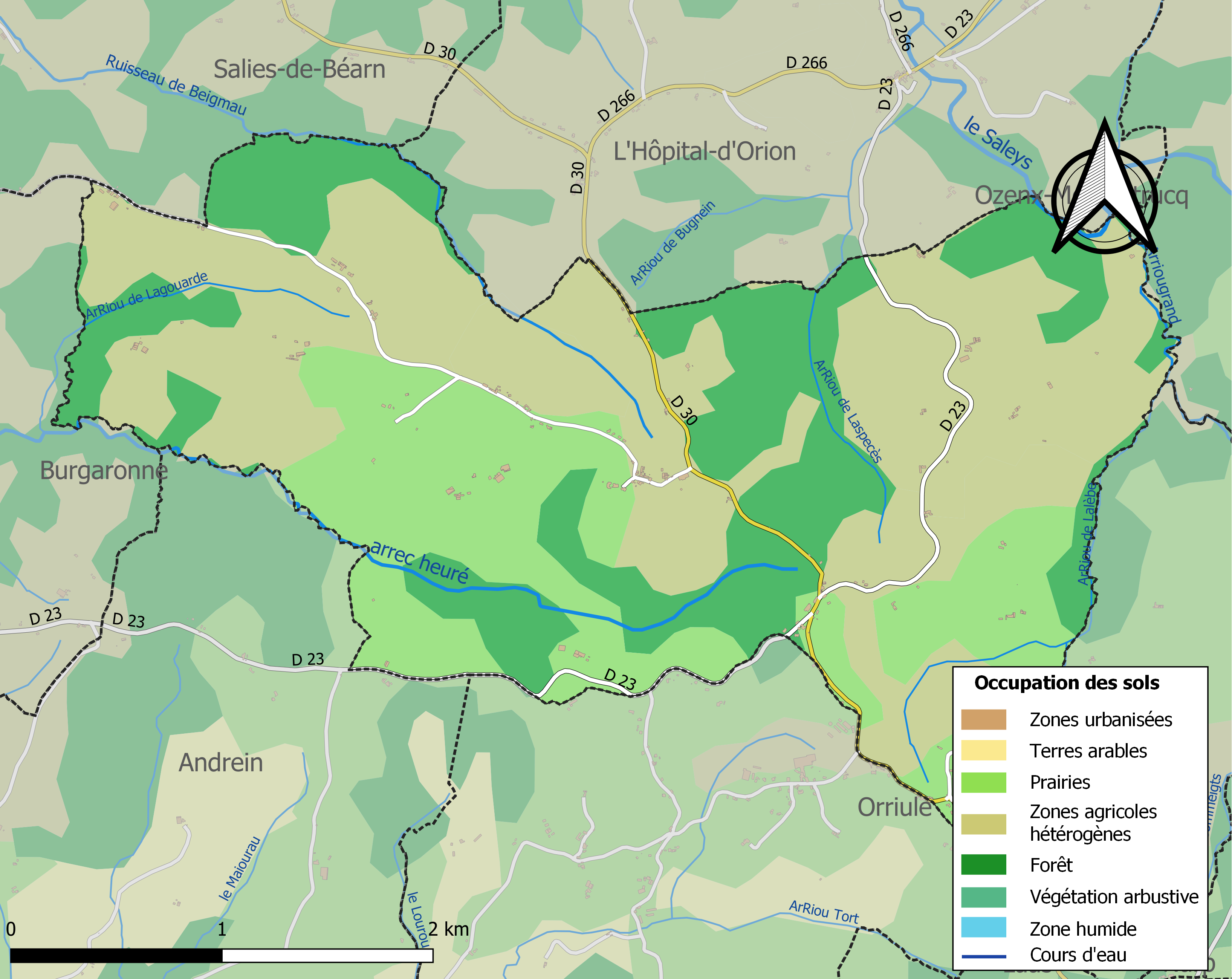
Carte des infrastructures et de l'occupation des sols de la commune en 2018 (CLC).

L'occupation des sols de la commune, telle qu'elle ressort de la base de données européenne d’occupation biophysique des sols Corine Land Cover (CLC), est marquée par l'importance des territoires agricoles (73,5 % en 2018), une proportion identique à celle de 1990 (73,5 %). La répartition détaillée en 2018 est la suivante : 
zones agricoles hétérogènes (47,3 %), forêts (26,5 %), prairies (26,2 %). L'évolution de l’occupation des sols de la commune et de ses infrastructures peut être observée sur les différentes représentations cartographiques du territoire : la carte de Cassini (XVIIIe siècle), la carte d'état-major (1820-1866) et les cartes ou photos aériennes de l'IGN pour la période actuelle (1950 à aujourd'hui).

### Lieux-dits et hameaux
- Quartier Beüste ;
- le Nord ;
- le Sud.

### Risques majeurs
Le territoire de la commune d'Orion est vulnérable à différents aléas naturels : météorologiques (tempête, orage, neige, grand froid, canicule ou sécheresse), inondations et séisme (sismicité modérée). Il est également exposé à un risque technologique,  le transport de matières dangereuses. Un site publié par le BRGM permet d'évaluer simplement et rapidement les risques d'un bien localisé soit par son adresse soit par le numéro de sa parcelle.

#### Risques naturels
Certaines parties du territoire communal sont susceptibles d’être affectées par le risque d’inondation par une crue torrentielle ou à montée rapide de cours d'eau, notamment l'Arrec Heuré et le Saleys. La commune a été reconnue en état de catastrophe naturelle au titre des dommages causés par les inondations et coulées de boue survenues en 1982, 1983 et 2009,.

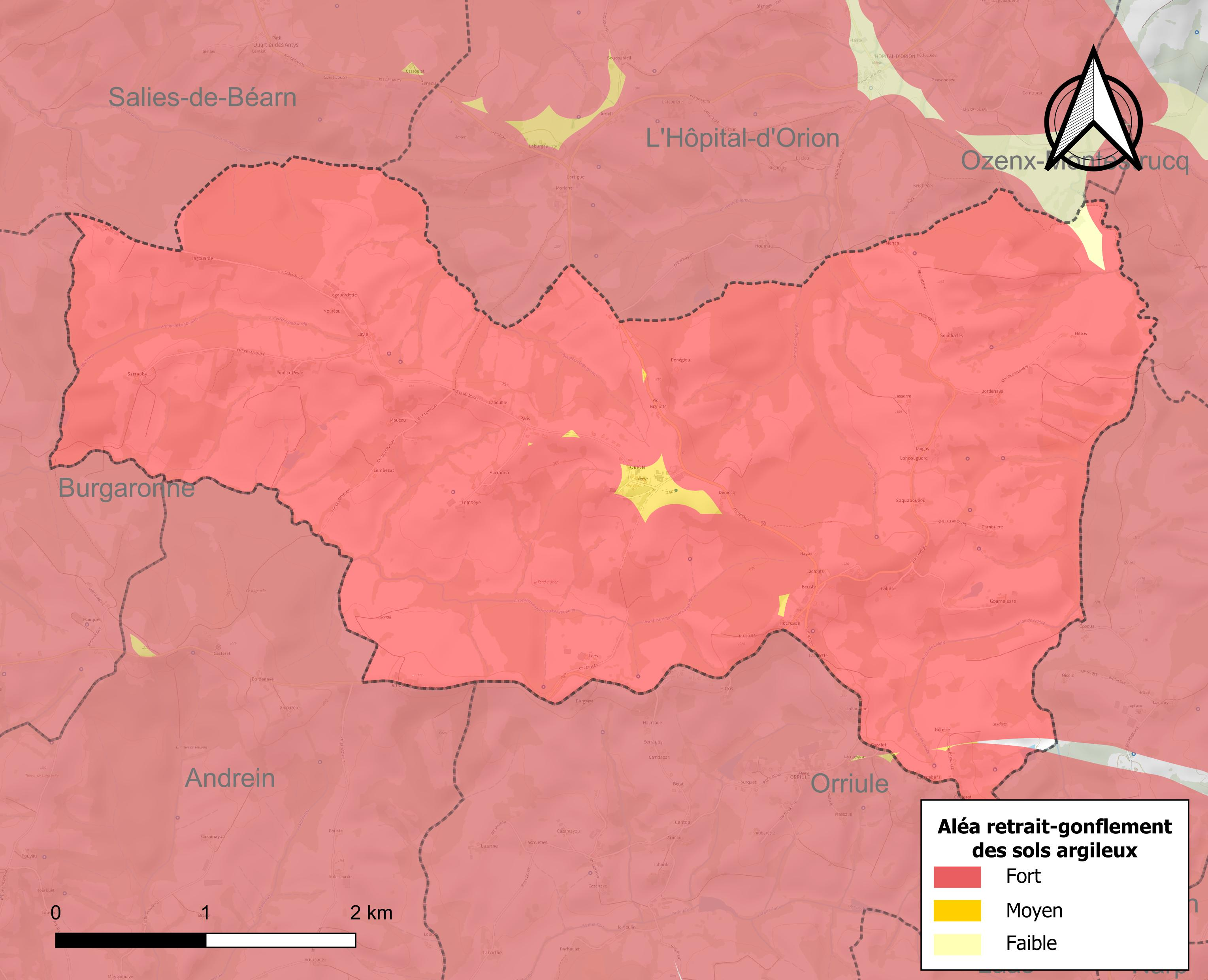
Carte des zones d'aléa retrait-gonflement des sols argileux d'Orion.

Le retrait-gonflement des sols argileux est susceptible d'engendrer des dommages importants aux bâtiments en cas d’alternance de périodes de sécheresse et de pluie. 99,6 % de la superficie communale est en aléa moyen ou fort (59 % au niveau départemental et 48,5 % au niveau national). Depuis le 1er octobre 2020, en application de la loi ELAN, différentes contraintes s'imposent aux vendeurs, maîtres d'ouvrages ou constructeurs de biens situés dans une zone classée en aléa moyen ou fort,.
Concernant les mouvements de terrains, la commune a été reconnue en état de catastrophe naturelle au titre des dommages causés par des mouvements de terrain en 2013 et 2014.

## Toponymie

### Attestations anciennes
Le toponyme Orion apparaît sous la forme Aurion en 1614 (réformation de Béarn).

### Graphie béarnaise
Son nom béarnais est Orion ou Ourioun.

## Histoire
Paul Raymond note que la commune comptait une abbaye laïque, vassale de la vicomté de Béarn.
En 1385, Orion comptait 21 feux et dépendait du bailliage de Sauveterre.
Durant la Seconde Guerre mondiale, le village se trouvant sur la ligne de démarcation, a servi de base arrière au réseau Orion. Un monument a été érigé en 1985 en mémoire de ce réseau franco-belge de la Résistance.

## Politique et administration

### Liste des maires
| Période                                  | Période  | Identité             | Étiquette | Qualité     |
| ---------------------------------------- | -------- | -------------------- | --------- | ----------- |
| Les données manquantes sont à compléter. |          |                      |           |             |
| ?                                        | ?        | Paul Reclus          |           | Chirurgien  |
| 1959                                     | 1977     | Joseph Casalot       |           | Agriculteur |
| Les données manquantes sont à compléter. |          |                      |           |             |
| 1995                                     | 2014     | Jean Dufau           |           |             |
| 2014                                     | En cours | Marie-France Couture |           |             |

### Intercommunalité
La commune fait partie de cinq structures intercommunales :
- le centre intercommunal d’action sociale de Sauveterre-de-Béarn ;
- la Communauté de communes du Béarn des Gaves ;
- le syndicat intercommunal d’alimentation en eau potable du Saleys et des gaves ;
- le syndicat intercommunal des gaves et du Saleys ;
- le syndicat intercommunal pour le regroupement scolaire des communes d'Orion, Orriule et L'Hôpital-d'Orion.

## Population et société

### Démographie
L'évolution du nombre d'habitants est connue à travers les recensements de la population effectués dans la commune depuis 1793. Pour les communes de moins de 10 000 habitants, une enquête de recensement portant sur toute la population est réalisée tous les cinq ans, les populations de référence des années intermédiaires étant quant à elles estimées par interpolation ou extrapolation. Pour la commune, le premier recensement exhaustif entrant dans le cadre du nouveau dispositif a été réalisé en 2005.

En 2022, la commune comptait 148 habitants, en évolution de +2,07 % par rapport à 2016 (Pyrénées-Atlantiques : +3,78 %, France hors Mayotte : +2,11 %).
| 1793 | 1800 | 1806 | 1821 | 1831 | 1836 | 1841 | 1846 | 1851 |
| ---- | ---- | ---- | ---- | ---- | ---- | ---- | ---- | ---- |
| 400  | 383  | 397  | 419  | 422  | 431  | 443  | 445  | 446  |

| 1856 | 1861 | 1866 | 1872 | 1876 | 1881 | 1886 | 1891 | 1896 |
| ---- | ---- | ---- | ---- | ---- | ---- | ---- | ---- | ---- |
| 436  | 410  | 403  | 369  | 354  | 341  | 337  | 354  | 352  |

| 1901 | 1906 | 1911 | 1921 | 1926 | 1931 | 1936 | 1946 | 1954 |
| ---- | ---- | ---- | ---- | ---- | ---- | ---- | ---- | ---- |
| 351  | 344  | 314  | 262  | 248  | 246  | 227  | 215  | 203  |

| 1962 | 1968 | 1975 | 1982 | 1990 | 1999 | 2005 | 2006 | 2010 |
| ---- | ---- | ---- | ---- | ---- | ---- | ---- | ---- | ---- |
| 185  | 169  | 174  | 167  | 154  | 165  | 155  | 152  | 155  |

| 2015 | 2020 | 2022 | - | - | - | - | - | - |
| ---- | ---- | ---- | - | - | - | - | - | - |
| 150  | 150  | 148  | - | - | - | - | - | - |

### Équipements
- Salle des fêtes communale, située quartier Beuste.

### Manifestations culturelles et festivités
- Fin août-début septembre.
- Bal des jeunes courant avril ou mai.

## Économie
La commune fait partie de la zone d'appellation de l'ossau-iraty.

## Culture locale et patrimoine

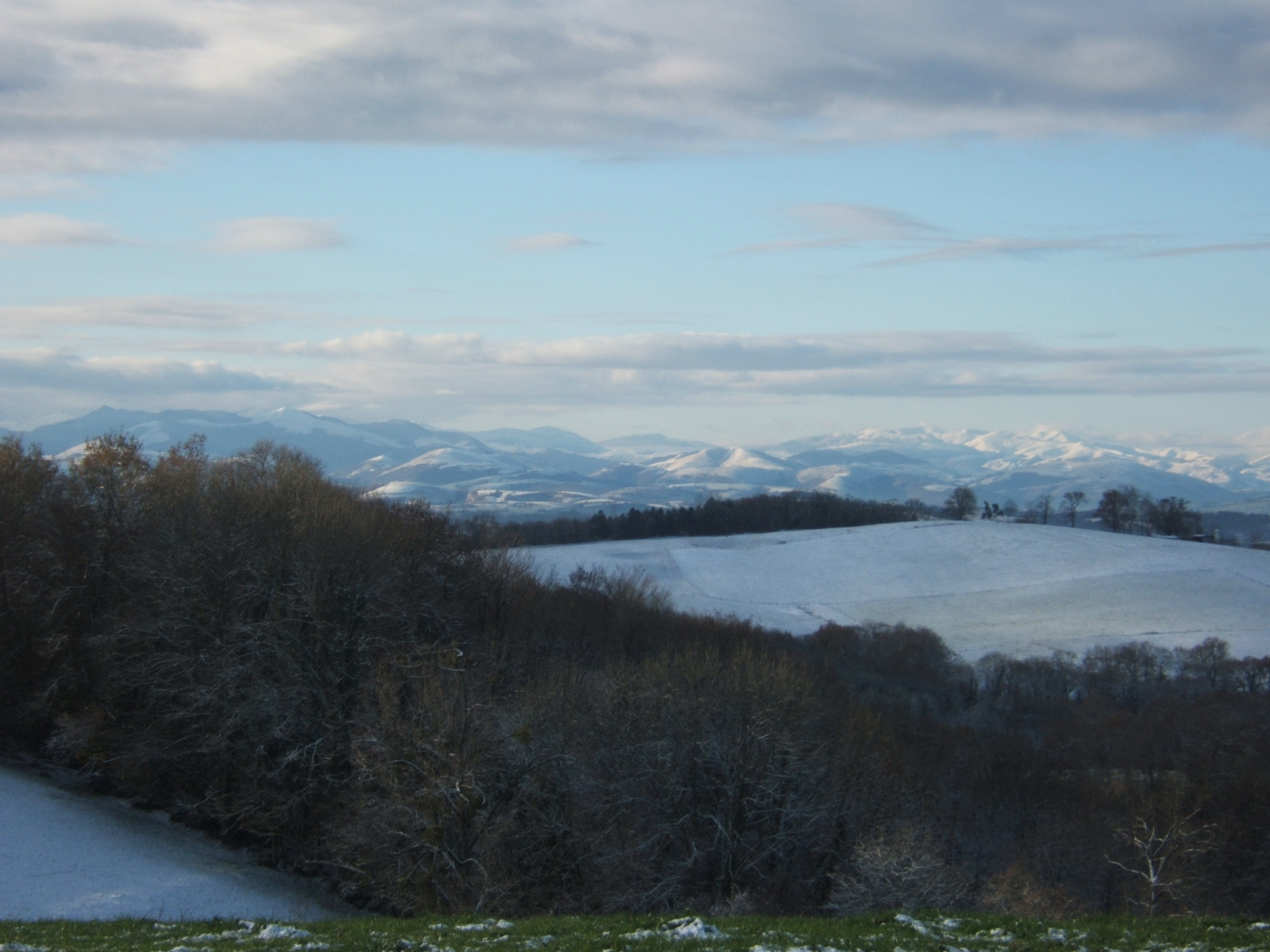
Vue sur les Pyrénées à partir d'Orion.

### Patrimoine civil
Le château d'Orion, date du XVIIe siècle.

### Patrimoine religieux
L’église est dédiée à Jacques le Majeur.

### Orion dans la littérature
Dans le roman Par les routes de Sylvain Prudhomme, prix Femina 2019, le narrateur et son ami dit « l'autostoppeur », « amateurs de villages au beau nom », se donnent rendez-vous à Orion, portés par les dimensions poétique, mythologique (Orion le chasseur) et astronomique (constellation) du nom du village. Ils se retrouvent à camper au pied du château d'eau, « fusée venue d'un autre monde, comme tombée là, au milieu des champs et des toits de tuiles inchangés depuis des siècles ». Ils découvrent également le monument historique en souvenir du réseau Orion, « un réseau d'hommes et de femmes unis en secret pour la liberté. Un réseau au nom de constellation ».